# Чернобыльский форум

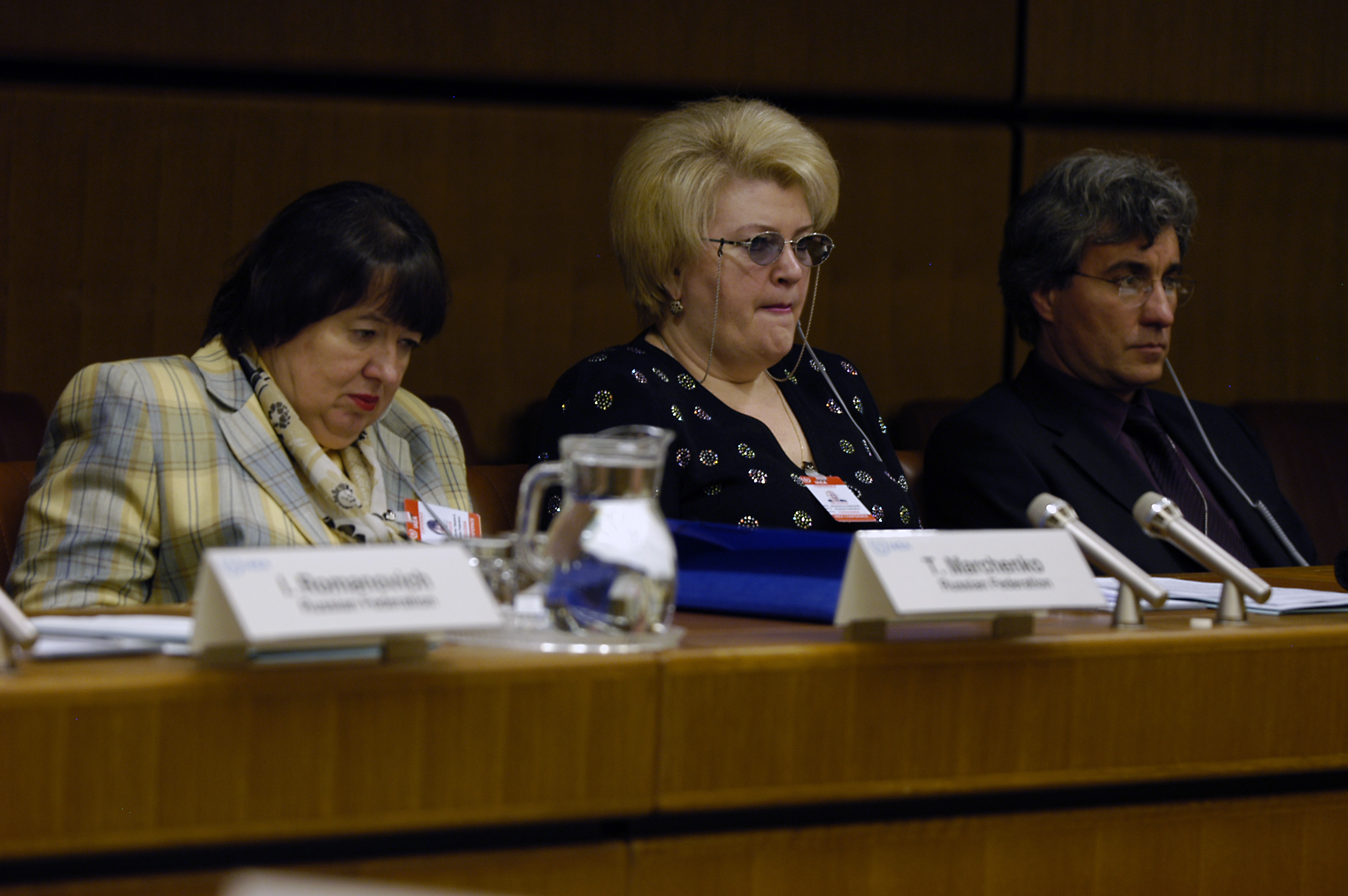
Участники форума 2004 года

Чернобыльский форум (англ. Chernobyl Forum) — форум, который Международное агентство по атомной энергии (МАГАТЭ) учредило в 2003 году.
По инициативе Международного агентства по атомной энергии в сотрудничестве с ВОЗ, ПРООН, ФАО, ЮНЕП, УКГД ООН, НКДАР ООН, Всемирным банком и правительствами Беларуси, Российской Федерации и Украины 6-7 сентября 2005 года в Вене состоялся Чернобыльский форум.
В работе Форума предусматривается также участие других международных и всемирно признанных национальных организаций и специалистов, которые внесли свой вклад в оценку последствий аварии и ликвидацию последствий аварии.

## Цели Чернобыльского форума
Основная идея форума — оценить медицинские, экологические и социально-экономические последствия Чернобыля спустя 20 лет после катастрофы. Для подготовки итогового документа была создана международная группа ученых и специалистов (более 100 человек), которая в течение 2003—2005 годов провела ряд рабочих совещаний для выработки объективных (научно обоснованных) оценок последствий крупнейшей техногенной катастрофы.
Исследовать и усовершенствовать данные научного анализа долгосрочных последствий аварии на Чернобыльской АЭС для окружающей среды и здоровья населения с целью выработки единого взгляда на эту проблему.
Определить возможные пробелы в научных исследованиях, касающиеся последствий для окружающей среды и здоровья населения, вызванных радиацией или радиоактивным загрязнением, указать на новые направления работы в соответствии с проведенным в прошлом анализом ситуации и проводящейся в настоящем работой и проектами.
Способствовать выполнению оправданных с научной точки зрения программ по ликвидации последствий аварии, включая объединённые программы организаций, участвующих в Форуме.